# Dieudonné LaMothe
Dieudonné LaMothe, né le 29 juillet 1954, est un coureur de fond haïtien.
Il est le premier sportif de son pays à avoir participé à quatre Jeux olympiques (1976, 1984, 1988 et 1992).
Il remporte la médaille de bronze à l'épreuve du marathon aux Jeux d'Amérique centrale et des Caraïbes de 1986 et il participe aux Jeux panaméricains de 1987. Dernier au marathon des Olympiques de Montréal en 1976, il a cependant été chaudement accablé par un stade rempli à pleine capacité pour les cérémonies de clôture.
LaMothe bat le record haïtien du marathon masculin en 2 heures 14 minutes et 22 secondes, en France en avril 1988 [2].